# Ciudad de Tlatlauquitepec
Ciudad de Tlatlauquitepec egy város Mexikó Puebla államának északi részén, Tlatlauquitepec község központja. 2010-ben lakossága meghaladta a 9000 főt. Turisztikai értékei miatt a Mexikói Turisztikai Titkárságtól megkapta a Pueblo Mágico kitüntető címet.

## Földrajz

### Fekvése
A település Puebla állam északi részén található a Vulkáni-kereszthegység és a Keleti-Sierra Madre találkozásánál, a tenger szintje felett körülbelül 1900 méteres magasságban. Területe északról dél felé emelkedik, ennek megfelelően vízfolyásai délről északra folynak: nyugati részén az Acongo és az Ocotlán, keleti részén a Balastra. Környékét vegyesen borítják erdők és a mezőgazdaság által hasznosított területek.

### Éghajlat
A város éghajlata meleg, de nem forró, nyáron és ősz elején igen csapadékos. Minden hónapban mértek már legalább 27 °C-os hőséget, a rekord elérte a 42 °C-ot is. Az átlagos hőmérsékletek a januári 12,0 és a májusi 18,0 fok között váltakoznak, a téli hónapokban gyenge fagyok előfordulhatnak. Az évi átlagosan 1243 mm csapadék időbeli eloszlása nagyon egyenetlen: a júniustól októberig tartó 5 hónapos időszak alatt hull az éves mennyiség több mint 70%-a.
| Hónap                                   | Jan. | Feb. | Már. | Ápr. | Máj. | Jún. | Júl. | Aug. | Szep. | Okt. | Nov. | Dec. | Év   |
| --------------------------------------- | ---- | ---- | ---- | ---- | ---- | ---- | ---- | ---- | ----- | ---- | ---- | ---- | ---- |
| Rekord max. hőmérséklet (°C)            | 28,0 | 32,0 | 33,0 | 42,0 | 36,0 | 30,0 | 28,0 | 29,0 | 28,0  | 28,0 | 29,0 | 27,0 | 42,0 |
| Átlagos max. hőmérséklet (°C)           | 17,1 | 18,4 | 21,2 | 22,7 | 23,3 | 21,8 | 20,7 | 21,3 | 20,5  | 19,1 | 18,3 | 17,5 | 20,2 |
| Átlaghőmérséklet (°C)                   | 12,0 | 12,9 | 15,4 | 17,2 | 18,0 | 17,1 | 16,0 | 16,2 | 15,9  | 14,6 | 13,5 | 12,7 | 15,1 |
| Átlagos min. hőmérséklet (°C)           | 6,8  | 7,5  | 9,5  | 11,6 | 12,7 | 12,3 | 11,3 | 11,2 | 11,4  | 10,1 | 8,8  | 7,8  | 10,1 |
| Rekord min. hőmérséklet (°C)            | −2,0 | −3,0 | 0,0  | 1,0  | 1,0  | 3,0  | 1,0  | 5,0  | 5,0   | 1,0  | 0,0  | −2,0 | −3,0 |
| Átl. csapadékmennyiség (mm)             | 36   | 37   | 34   | 41   | 65   | 177  | 133  | 128  | 265   | 182  | 99   | 47   | 1243 |
| Forrás: Servicio Meteorológico Nacional |      |      |      |      |      |      |      |      |       |      |      |      |      |

## Népesség
A település népessége a közelmúltban általában növekedett, bár 2000 és 2005 között csökkent:
| Év   | Lakosság |
| ---- | -------- |
| 1990 | 6946     |
| 1995 | 8573     |
| 2000 | 8935     |
| 2005 | 8664     |
| 2010 | 9047     |

## Története
Neve a navatl nyelvből származik: a tlatlahui jelentése „színez”, a tépetl pedig „hegy”-et jelent.
A 16. század elejéig a környéken olmékok kis csoportjai éltek, majd megjelentek a toltékok, az Azték Birodalom terjeszkedése során pedig a csicsimékek. 1524 táján a spanyol gyarmatosítók birtokába került encomienda formájában, első ura Jacinto Portillo volt. 1531-ben felépült a ferencesek Santa María Tlatlauquitepec-kolostora. A 19. század eleji mexikói függetlenségi háború során a helyi papok José María Morelos szövetségesei voltak, José María Fernández del Campo presbiter például még a chilpancingói kongresszus képviselője is lett. A reformháború idején a település Juan Álvarez hadműveleteinek központjául szolgált, majd José María Tornel tiszteletére felvette a Villa de Tornel nevet. Amikor 1895-ben létrejött Tlatlauquitepec község, amelynek központjává vált, megkapta mai nevét.

## Turizmus, látnivalók
A település fő vonzerejét a belváros több évszázados építészeti értékei jelentik, például a főtér az árkádsorokkal, vagy a közeli utcák régi házai. A Santa María Tlatlauquitepec-kolostor és templom a 16. században épült, de itt található még a Mennybemenetel-templom, a Szent Paszkál-templom és Huaxtla városrészben a Jézus Szíve templom is. Tlatlauquitepectől északra, 2 km távolságban található a Cerro de Guadalupe-csúcs, valamint nyugatra a Cerro Cabezón, ahonnan, feltéve, hogy nincs köd (bár gyakran van), nagyon jó a kilátás, és ahol minden november 26-án Jézus Krisztus tiszteletére misét mutatnak be.

## Képek

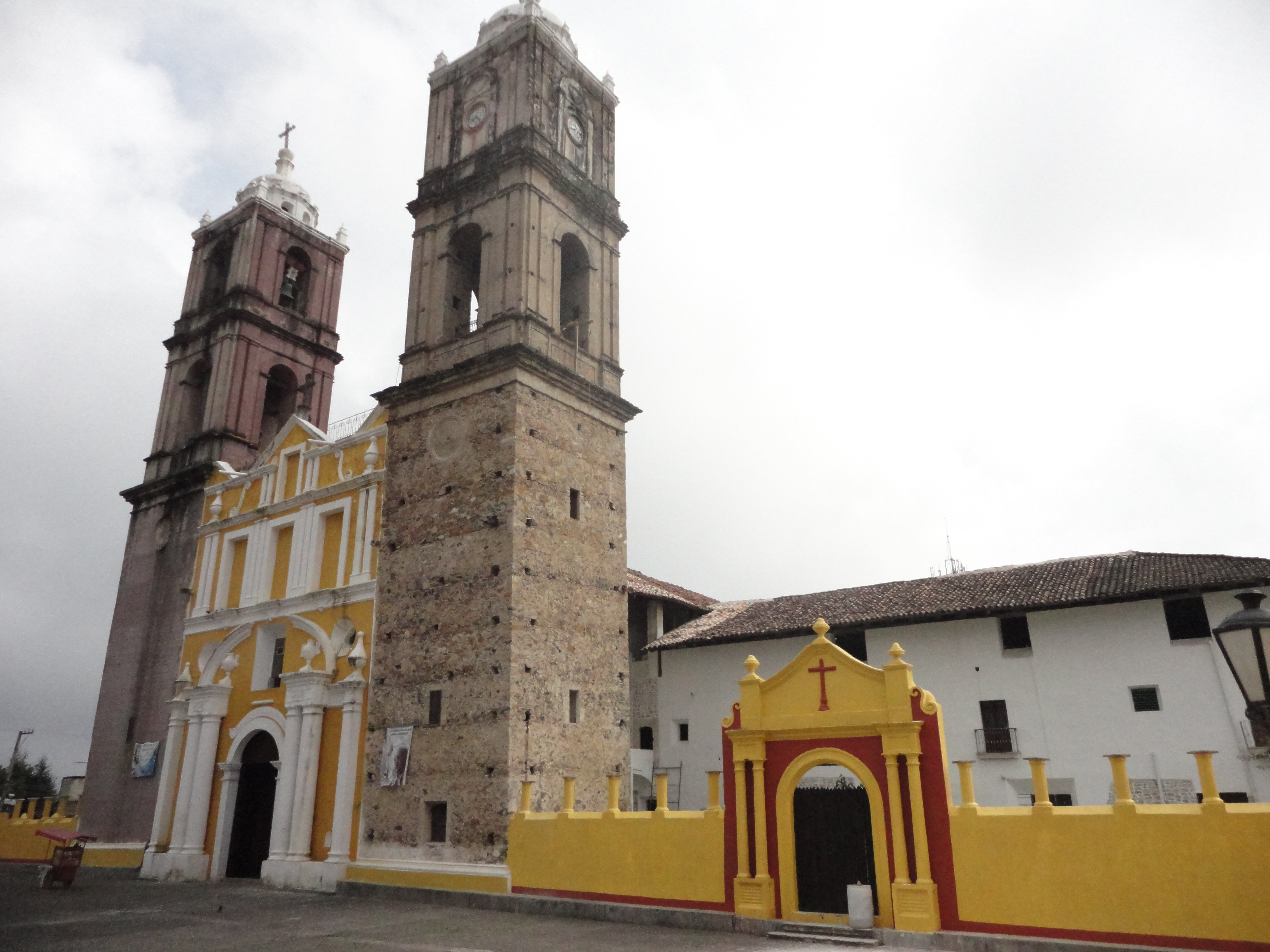
A templom
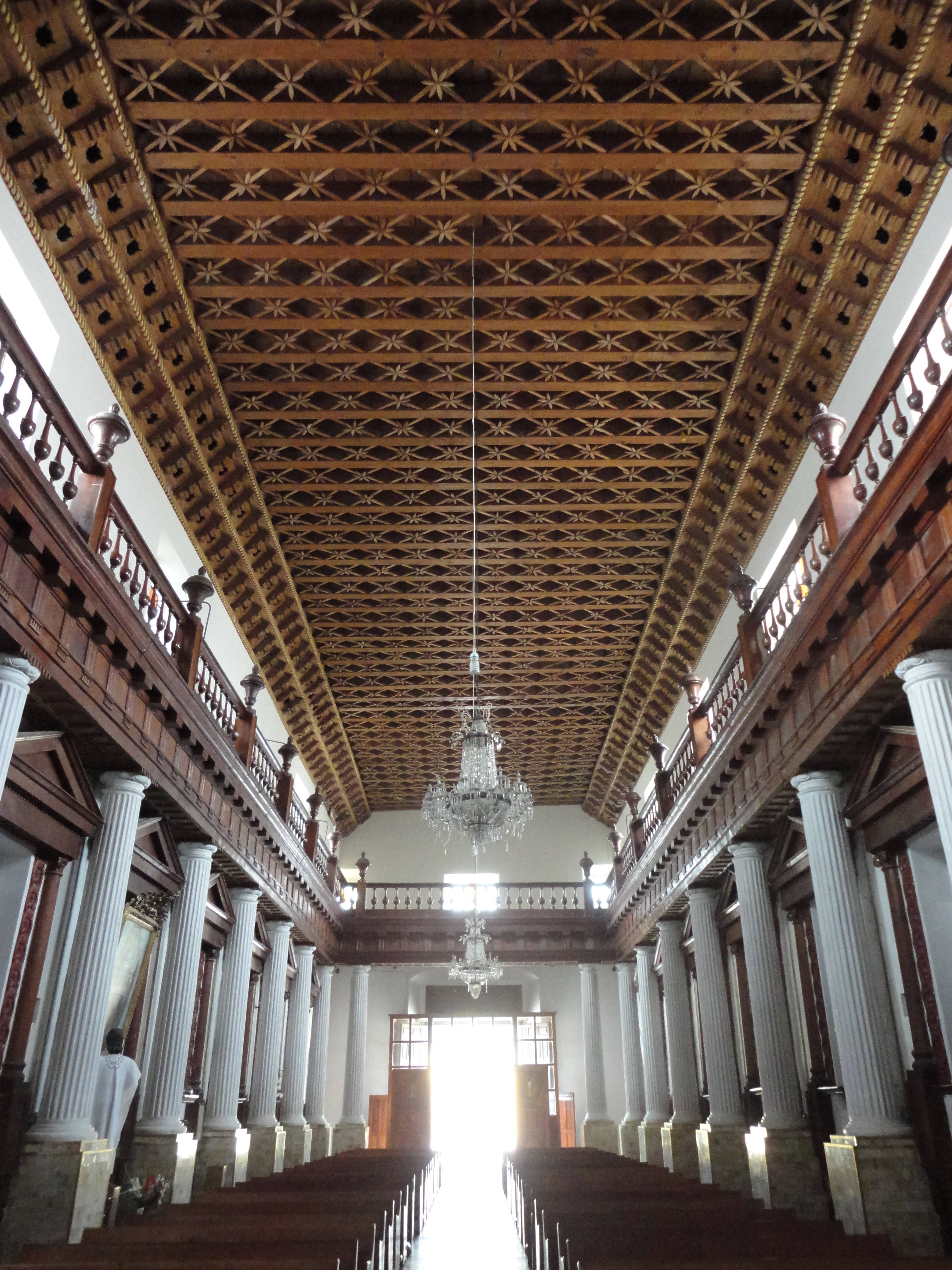
A templom belseje
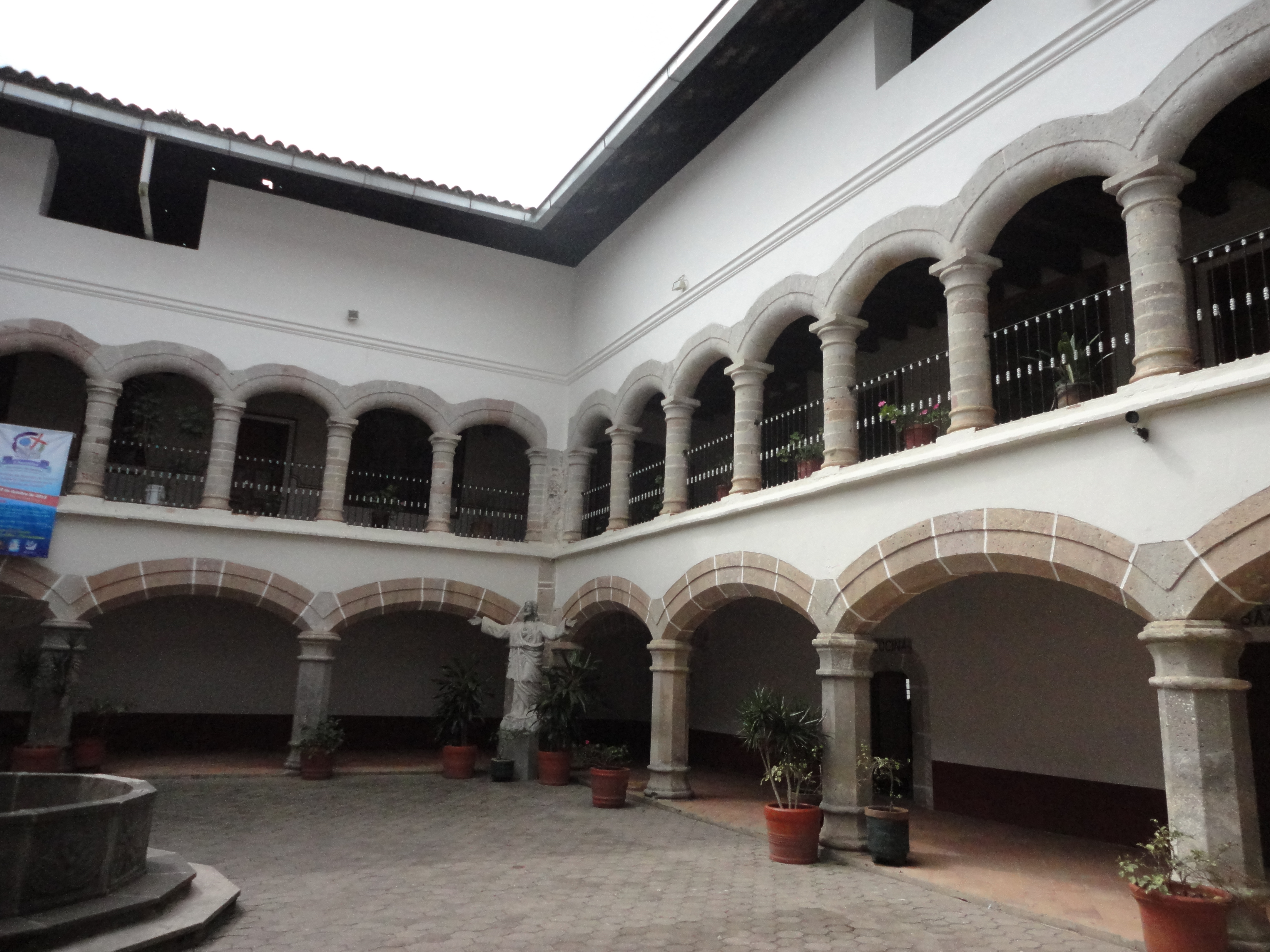
A kolostor belső udvara
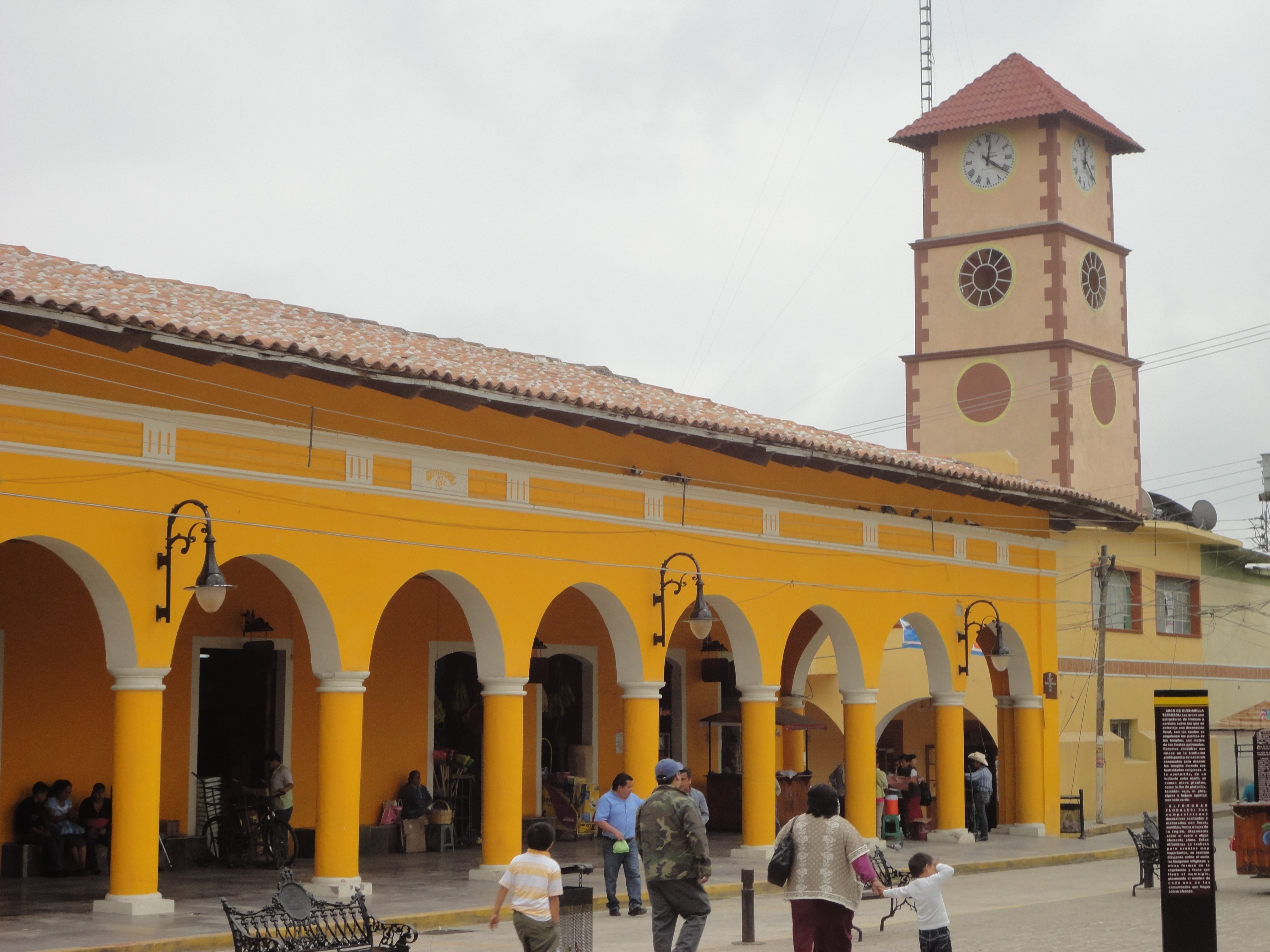
Árkádsor a főtéren
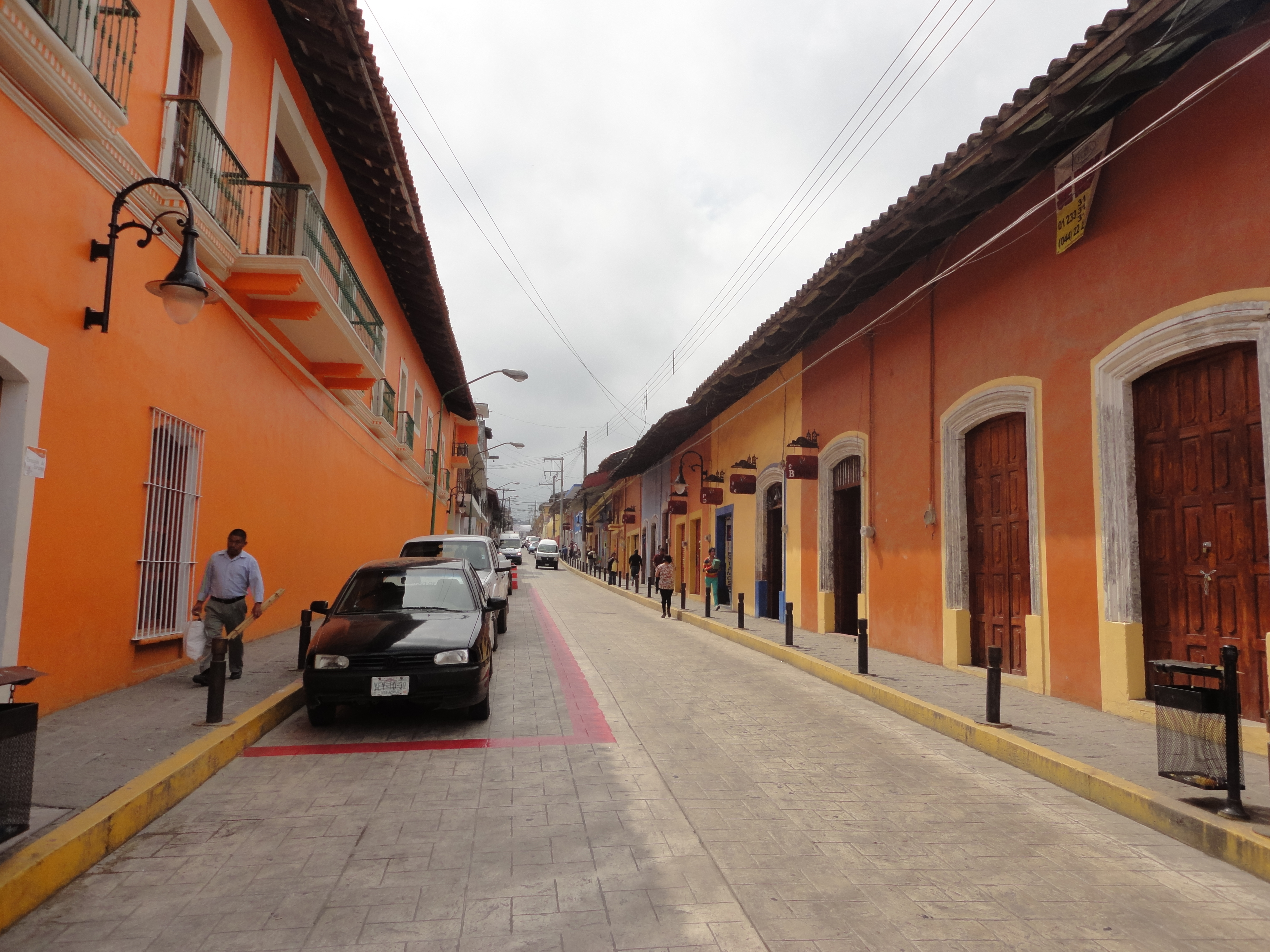
Belvárosi utcakép